# 인천공단소방서
인천공단소방서(仁川工團消防署, Incheon Gongdan Fire Station)는 인천광역시 남동구의 일부와 인천광역시 연수구의 일부를 관할하는 인천광역시 소방본부 산하의 소방서이다.
소방서장은 소방정으로 보한다.

## 연혁
- 1994년 12월 15일: 남동공단소방서 개서
- 2007년 9월 5일: 인천공단소방서로 변경
- 2017년 12월 1일: 인천송도소방서 분리

## 조직
| - 소방행정과 - 행정팀 - 예산장비팀 | - 예방안전과 - 예방총괄팀 - 안전지도팀 - 홍보교육팀 | - 대응구조구급과 - 대응관리팀 - 구조구급팀 | - 현장대응단 - 지휘조사팀 - 안전보건팀 |

## 관할센터 및 관할구역
인천공단소방서는 6개의 119안전센터와 1개의 구조대를 산하에 두고 있다.
| 명칭                     | 사진 | 주소                            | 관할구역                             | 지역대 |
| ------------------------ | ---- | ------------------------------- | ------------------------------------ | ------ |
| 고잔119안전센터          |      | 남동구 남동서로 208 (고잔동)    | 남동구 논현고잔동 일부               |        |
| 옥련119안전센터          |      | 연수구 청량로155번길 7 (옥련동) | 연수구 옥련1·2동, 청학동             |        |
| 도림119안전센터          |      | 남동구 비류대로 667 (남촌동)    | 남동구 남촌도림동, 연수구 선학동     |        |
| 동춘119안전센터          |      | 연수구 앵고개로 241 (동춘동)    | 연수구 동춘1·2·3동, 연수1·2·3동      |        |
| 논현119안전센터          |      | 남동구 소래역로 109 (논현동)    | 남동구 논현2동, 논현1동 일부         |        |
| 소래119안전센터          |      | 남동구 에코중앙로 86 (논현동)   | 남동구 논현1동 일부, 논현고잔동 일부 |        |
| 인천공단소방서 119구조대 |      | 남동구 남동서로 208 (고잔동)    | 인천광역시 남동구 일부, 연수구 일부  |        |

## 사진

#### 인천공단소방서

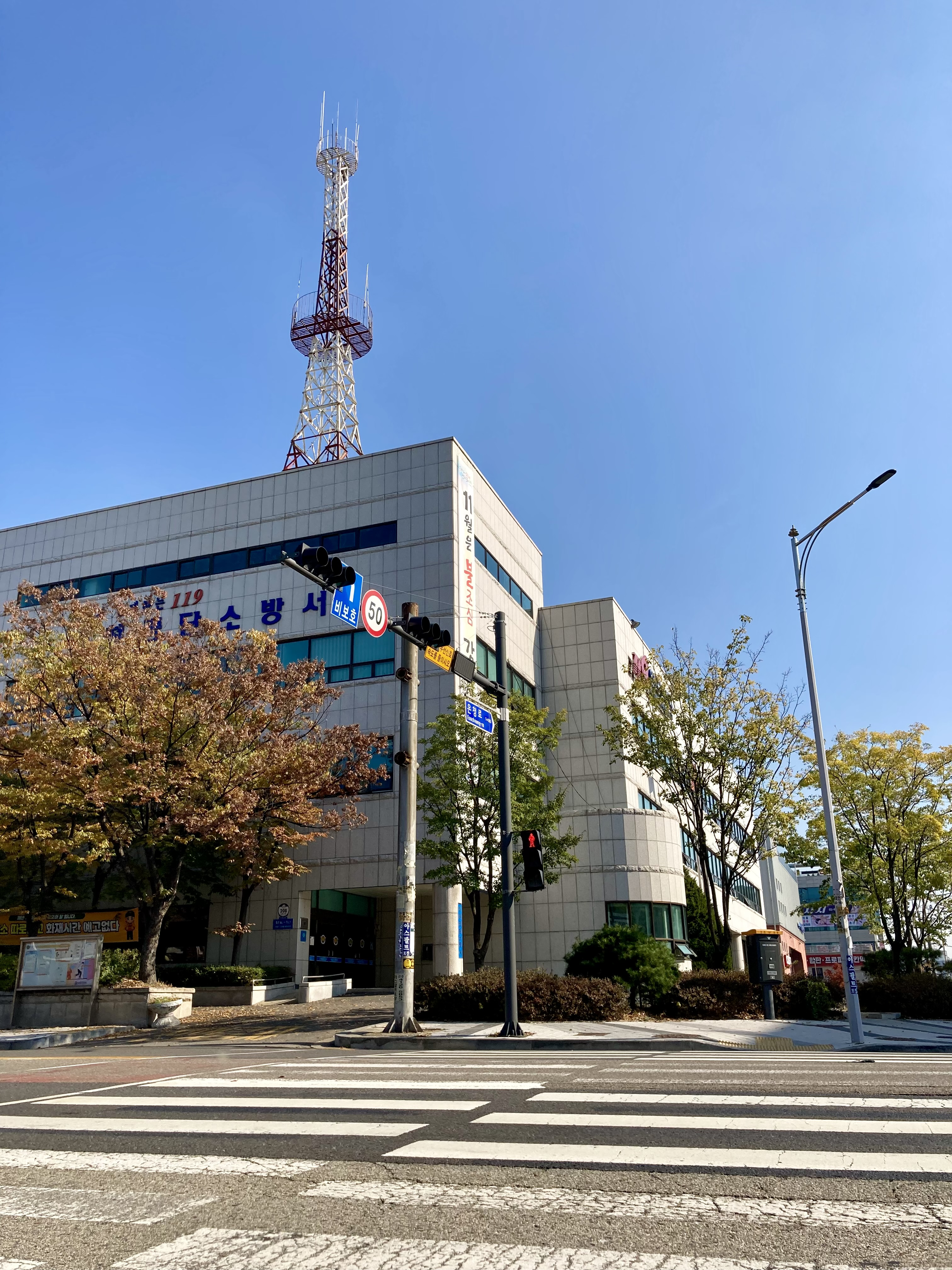
인천공단소방서
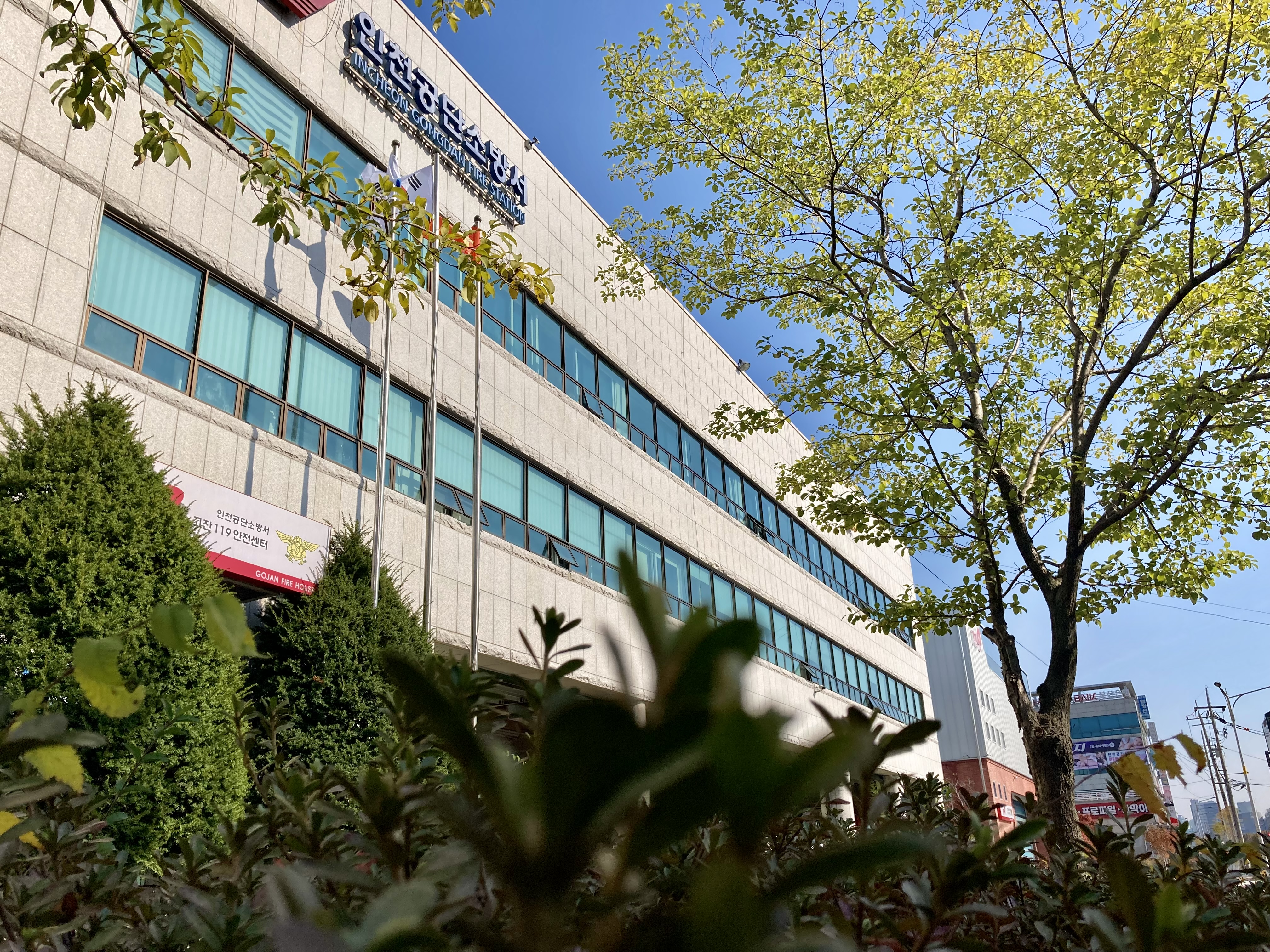
인천공단소방서 2024년 가을
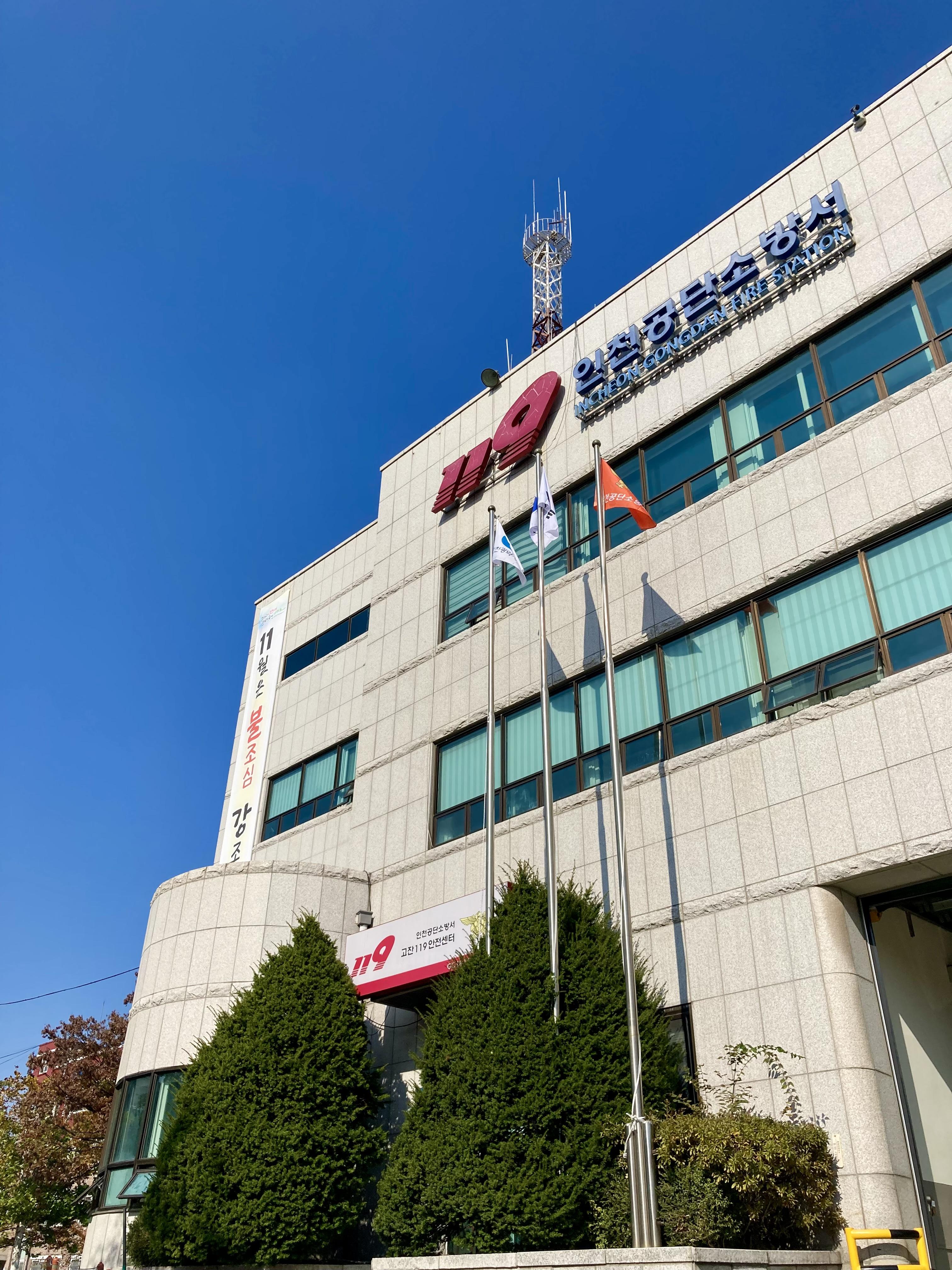
인천공단소방서 간판
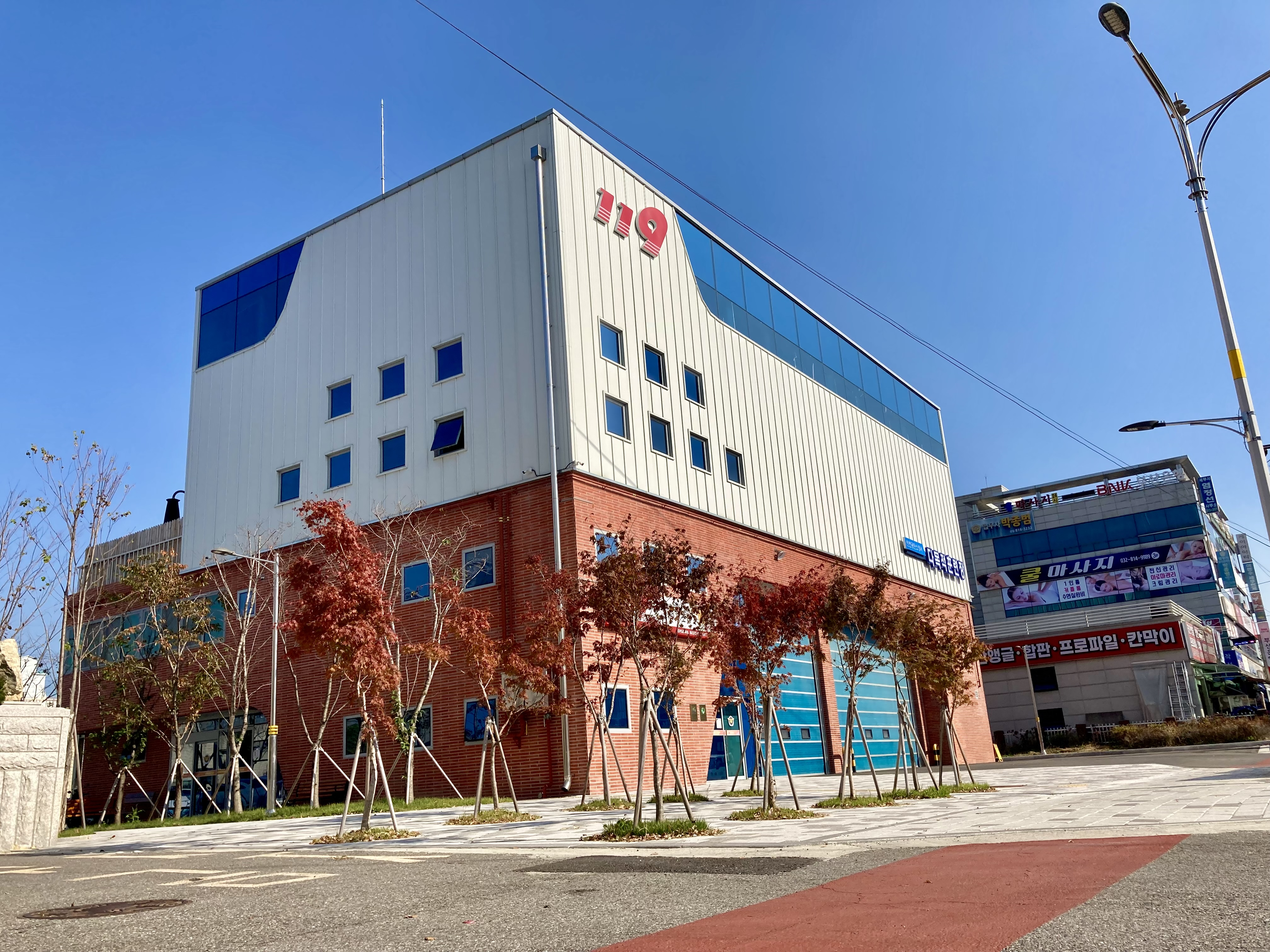
다목적훈련장
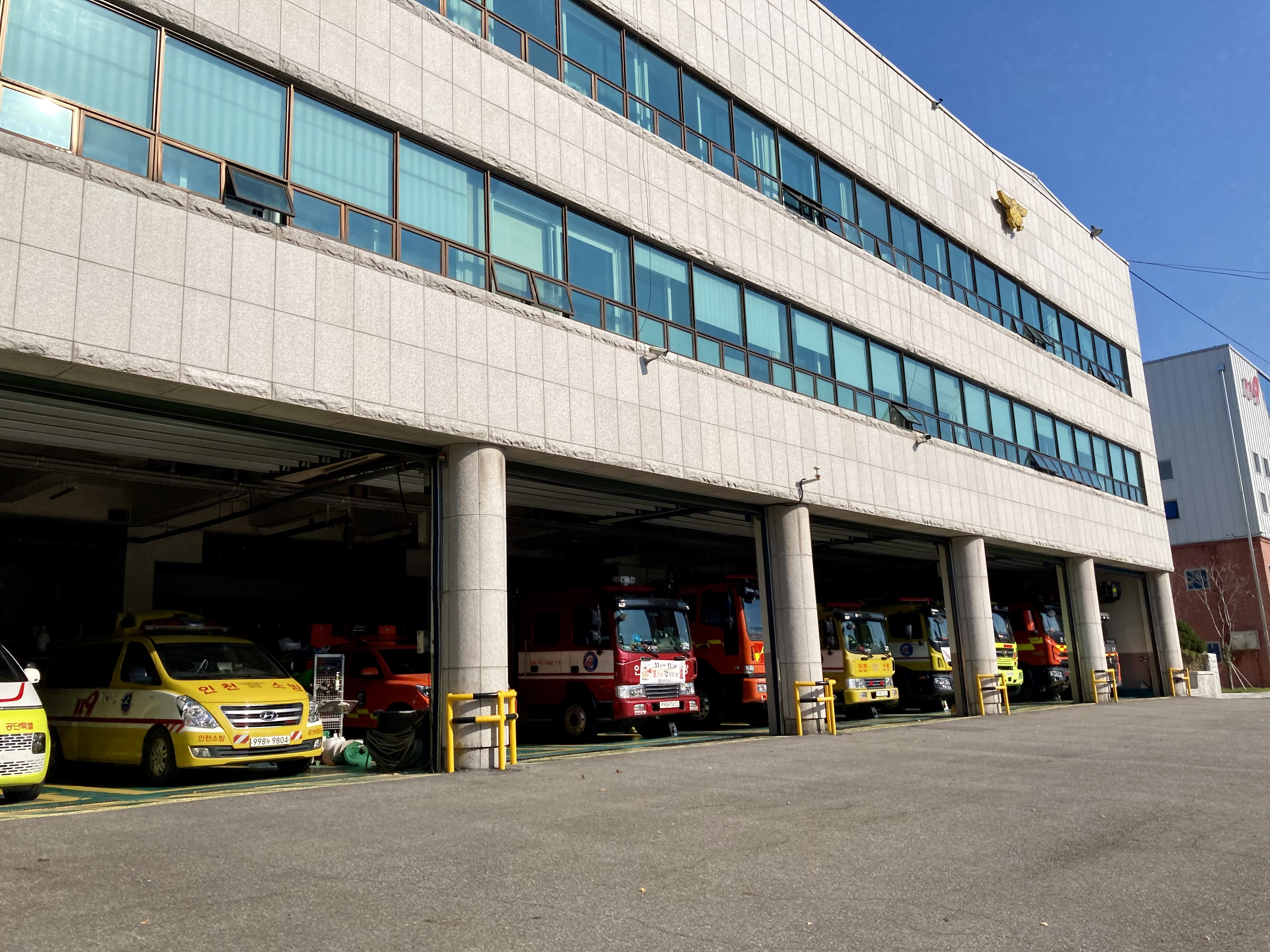
인천공단소방서 외관
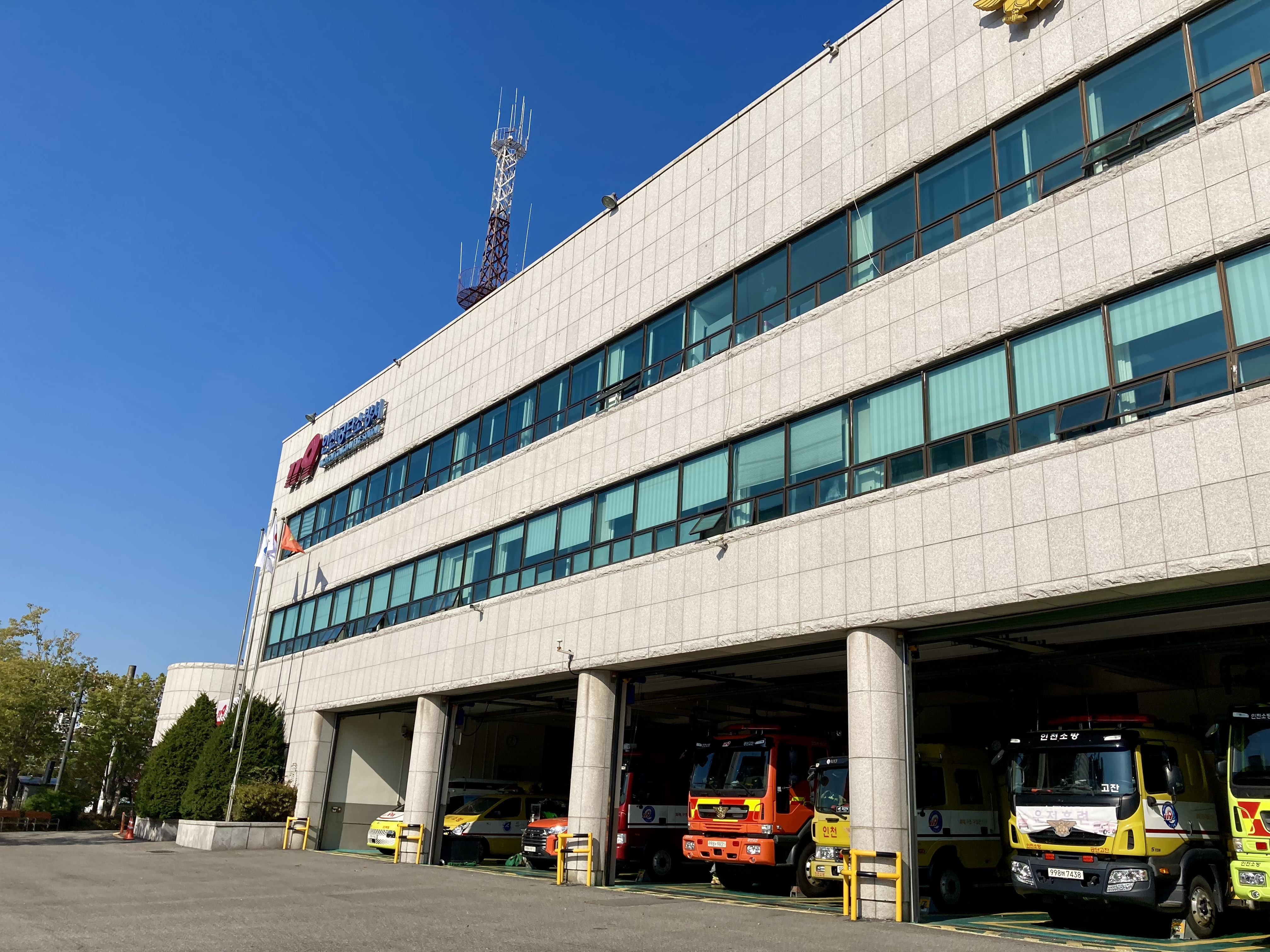
인천공단소방서 외관

예하119안전센터

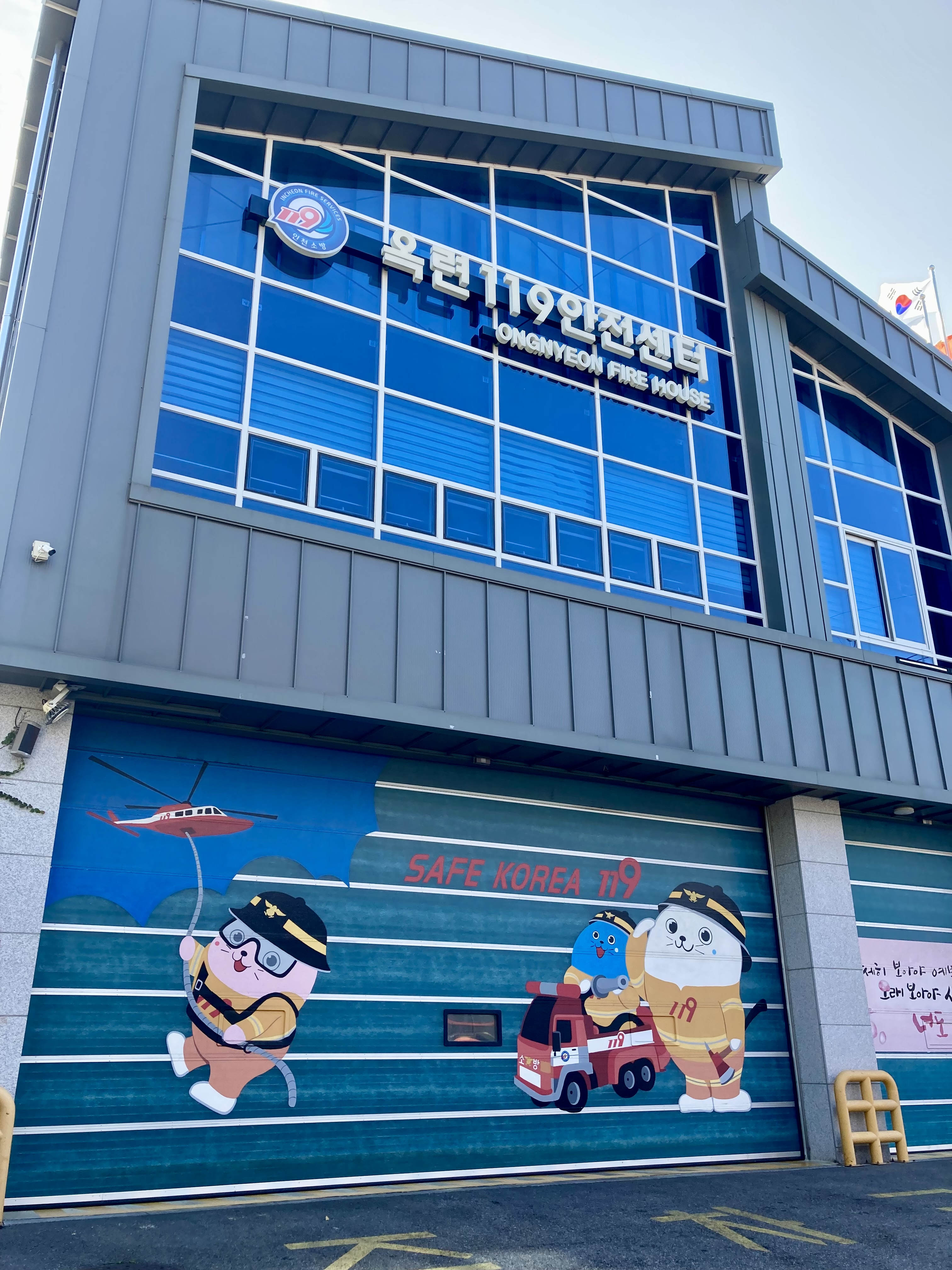
옥련119안전센터(인천마스코트 페인팅)

## 같이 보기
- 대한민국 소방청
- 대한민국의 소방
- 소방관 계급